# Hôtel de ville de Périgueux

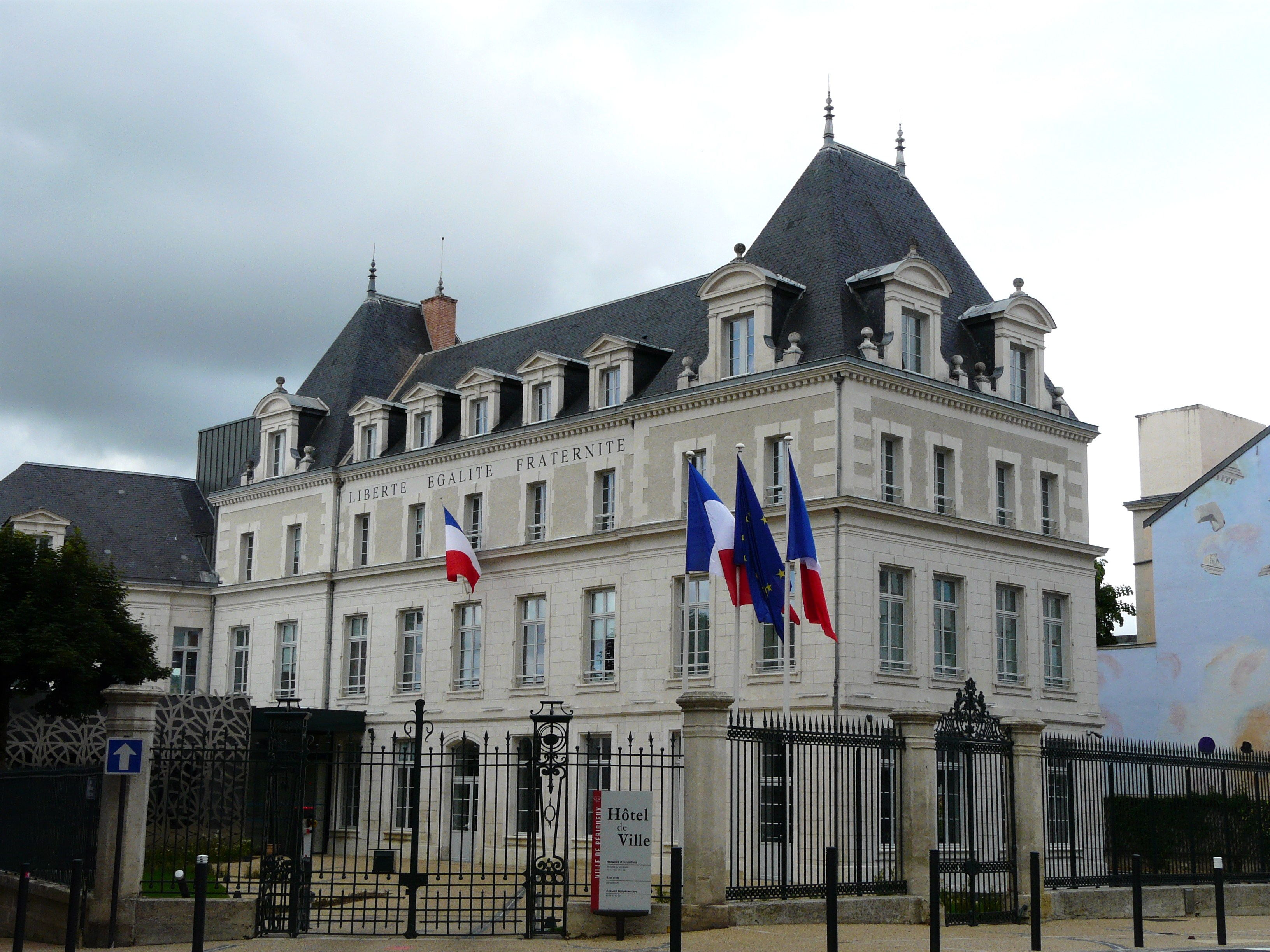
L'hôtel de ville de Périgueux depuis mai 2013.

L'hôtel de ville de Périgueux est un bâtiment français qui héberge les institutions municipales de la ville de Périgueux, dans le département de la Dordogne. Depuis le 14 mai 2013, il est situé 23 rue du Président-Wilson.

## Historique

### Le Consulat
La première mairie de Périgueux se situait place du Coderc, dans un bâtiment appelé le Consulat, bâti au XIIe siècle. L'hôtel de ville et ses dépendances, place du Coderc, sont reconstruits, à partir de 1636, par Nicolas Rambourg et Blaise Bouin. Ce bâtiment est démoli entre 1826 et 1829, en vue de la création de halles du Coderc par Louis Catoire.

### L'hôtel Lagrange-Chancel

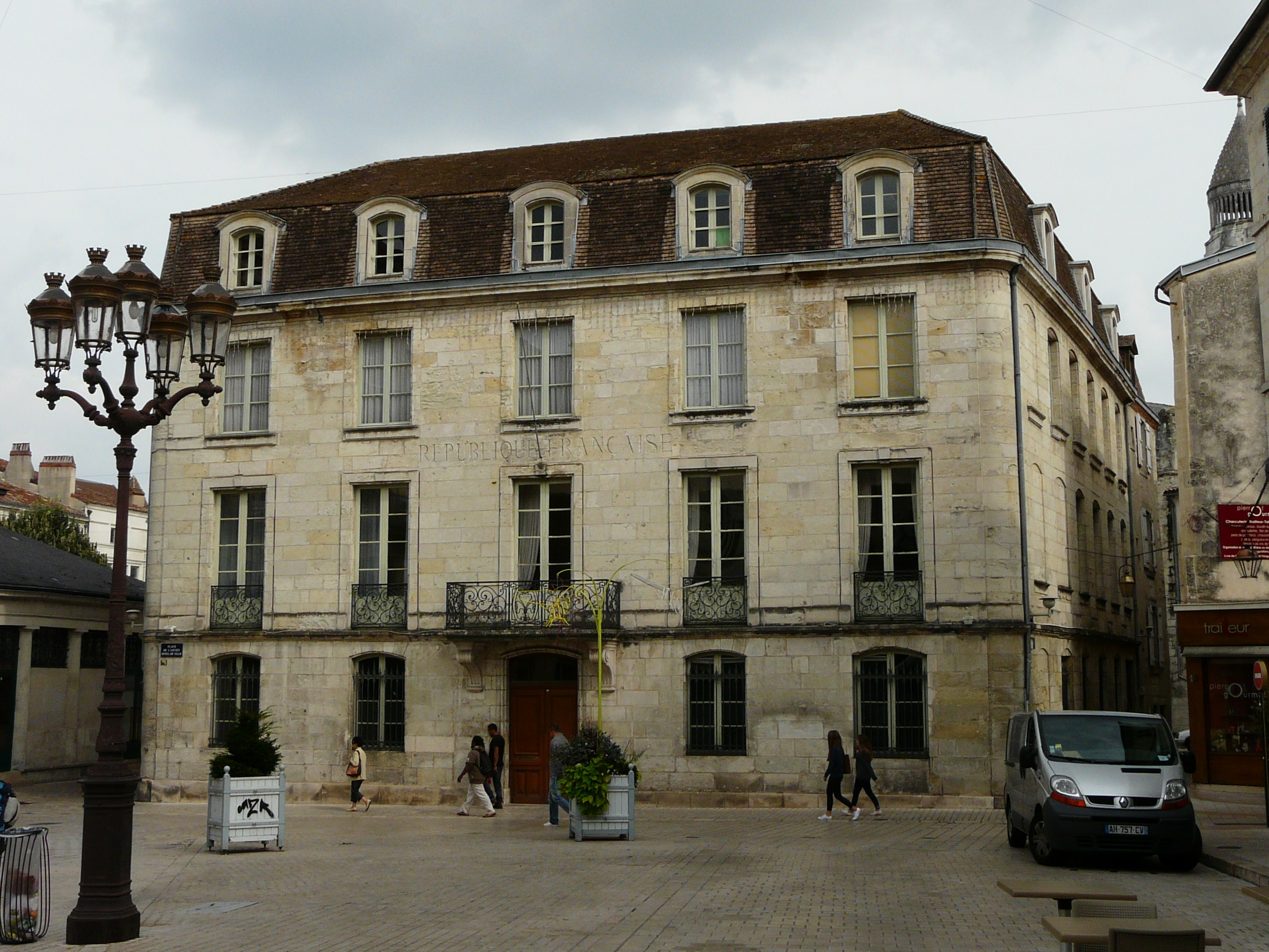
L'hôtel Lagrange-Chancel en 2014.

Édifié au XVIIe siècle, l'hôtel Lagrange-Chancel est loué  pour une durée de sept ans en 1823 par la ville de Périgueux qui y installe ses services. En 1830, elle en fait l'acquisition pour la somme de 38 000 francs. Ce bâtiment sert d'hôtel de ville jusqu'en 2013.
L'adresse où il se situe a évolué dans le temps : initialement place Saint-Silain, puis place du 18-Fructidor à la Révolution, place de la Concorde lors de la Restauration, place de la Mairie en 1831, place de l'Hôtel-de-Ville en 1959, avant de prendre le nom de place de l'Ancien-Hôtel-de-Ville en 2014.
En 2015, la mairie vend pour 1,4 million d'euros l'ancien hôtel de ville à un promoteur immobilier qui envisage de le transformer avec aménagement commercial au rez-de-chaussée et une vingtaine d'appartements dans les étages, livrables en 2017. Fin 2018, les vingt appartements des étages sont tous loués mais le rez-de-chaussée est toujours inoccupé.

### L'hôtel d'Aydie
Situé chemin de Bordeaux, puis rue de Bordeaux, sur le tracé de la route nationale 89, l'hôtel d'Aydie est bâti par l'abbé François-Odet d'Aydie (1702-1794), ancien aumônier de Louis XV et prieur commendataire de deux prieurés, dit aussi Monsieur de Savigny, vers 1760, terminé en 1790. Sa nièce, Marthe d'Aydie, dite Mlle de Montcheuil, en hérite. Elle le donne en 1806 au marquis d'Abzac de la Douze, député sous la Restauration. En 1820, l'hôtel est devenu la résidence des généraux commandandant la 20e division militaire. Il abrite ensuite une pension de jeunes filles. Il devient établissement hôtelier en 1860 (hôtel de Védrenne et de l'Univers, plus connu sous le nom d'hôtel de l'Univers) fondé par le cuisinier Jules Simon. Il comprend cent chambres, des appartements, des écuries particulières et communes. En 1918, la rue change de nom et devient la rue Président-Wilson. Un incendie ravage l'hôtel le 11 septembre 1920, détruisant le second étage et les combles. Il reste abandonné plusieurs mois. Les locaux sont rachetés par la chambre de commerce et d'industrie de la Dordogne qui les fait restaurer et modifier, avant de s'y installer en 1922. Les travaux ont été réalisés sous la conduite de l'architecte Paul Cocula. En 1928-1929, une nouvelle aile est construite à l'emplacement des écuries, le long de la rue Bertrand-du-Guesclin, pour accueillir la Chambre des métiers et la Société philomatique de la Dordogne. Après la déclaration de guerre de la Seconde Guerre mondiale, Périgueux accueille près de 12 000 réfugiés alsaciens, en particulier des habitants des 1er et 3e arrondissements de Strasbourg. La communauté juive de Strasbourg est évacuée dans la région de Périgueux dès 1939. Le bureau du maire de Strasbourg est installé au 2e étage de septembre 1939 à octobre 1941. En 2009, la CCI emménage dans les locaux neufs de son Pôle interconsulaire, à Coulounieix-Chamiers, en bordure de l'autoroute A89, au niveau de l'échangeur Périgueux-Centre. Devenu libre, l'ancien siège de la CCI est racheté en 2009 par la mairie de Périgueux.
En 2010, un éventuel déménagement des locaux de la mairie est évoqué, débouchant sur un appel d'offres. L'architecte Paul Ségura est choisi le 14 septembre 2010. Les travaux s'enchaînent et sont terminés en mars 2013. En préalable à son ouverture, 3 000 personnes visitent les lieux les 26 et 27 avril. Vingt-cinq pages du livre d'or sont remplies durant ces deux jours. Le mois suivant, les services de la mairie emménagent, et le nouvel hôtel de ville ouvre ses portes le 14 mai,. Il est inauguré le 29 juin 2013 par le maire Michel Moyrand.

## Accueil du public
L'enquête de satisfaction annuelle, réalisée par AFNOR Certification en vue d'obtenir le label « Qualiville », a montré l'amélioration de la mairie en ce qui concerne l'accueil du public entre 2012 et 2013. Parmi les individus de l'échantillon, 90,32 % ont trouvé que l'accueil en mairie était une priorité.
| Chiffres 2012 - Insatisfaisant (15,38 %) - Peu satisfaisant (28,85 %) - Satisfaisant (38,46 %) - Très satisfaisant (17,31 %) | Chiffres 2013 - Insatisfaisant (1,71 %) - Peu satisfaisant (9,40 %) - Satisfaisant (29,91 %) - Très satisfaisant (58,97 %) |

| Chiffres 2012 - Insatisfaisant (4,81 %) - Peu satisfaisant (4,81 %) - Satisfaisant (47,12 %) - Très satisfaisant (43,27 %) | Chiffres 2013 - Insatisfaisant (0,84 %) - Peu satisfaisant (1,68 %) - Satisfaisant (7,56 %) - Très satisfaisant (89,92 %) |

| Chiffres 2012 - Peu satisfaisant (5,71 %) - Satisfaisant (35,24 %) - Très satisfaisant (59,05 %) | Chiffres 2013 - Satisfaisant (21,74 %) - Très satisfaisant (78,26 %) |

Le label « Qualiville » est officiellement délivré à la mairie de Périgueux le 14 mars 2014, par la déléguée régionale d'Aquitaine d'AFNOR Certification.